# 蛇形高原鳅
蛇形高原鳅（学名：Triplophysa longianguis）为輻鰭魚綱鯉形目條鳅科高原鳅属的鱼类，俗名长蛇高原鳅。在中国，分布于青海久治县的逊木错、属黄河水系等，體長可達18.5公分。该物种的模式产地在青海逊木错。

## 扩展阅读
維基物種上的相關：蛇形高原鳅
- 黄河土著鱼类列表